# Дехкан
Дихкан (персијски: دهقان‎‎), били су класа магната који поседују земљу током Сасанидског и раног исламског периода, који се налазе у земљама са иранским говорним подручјем.

## Етимологија
Првобитно значење је "везано за дех" (староперсијски: дахиу) други термин није у каснијом смислу "село" (као у савременом персијском) већ у изворном смислу "земља".

## Предисламски период
У предисламском Сасанидском царству, дехканима су сматрани мањи земљопоседници. Термин дехкан настао је као наследна друштвена класа у каснијој ери Сасанида, која је руководила локалним пословима и којоу су сељаци морали да послушају.
Након гушења Маздакитског устанка, Хозроје I  јеспроводио друштвене реформе које су користиле дехканима.Касније током владавине Хозроја I и Кавада I, дехкани су стекли утицај и постали кичма Сасанидске армије и значајни као царски порезници. С обзиром да је њихов утицај растао, одржавали су персијску етику, идеале и друштвене норме које су касније поново обновљене у средњем веку у исламској Персији.

## Исламски период
У раним исламским текстовима, дехкани су били нека врста локалних вођа, који су владали под Арапима, а овај термин је понекад био поистовећиван са термином марзбан (“марк-гроф, гувернер”). До 11. века, дехкани су били земљопоседници или су директно укључени у пољопривреду; задужени су били за сетву или управљање земљом.  Поред своје политичке и друштвене улоге, дехкани који су били добро познати у историји и култури предисламског Ирана, одиграли су важну културну улогу служењем владарима и принчевима као учитељи.
На пример, гувернер Басре, је према једном извору, имао на располагању три дехкана, који су му говорили о величини Сасанада и  убедили га у то да је арапска влада много инфериорнија. Иранци нису само сачували узоре дехкана из времена Сасанида и већ их су пренели у исламски период, али су такође ове узоре увукли у умове владајуће арапске аристократије, која се такође стопила са Иранима. У 9. веку, Тахириди, који су били од персијског дехканског порекла, покренули су опоравак персијске културе.
Током Селџучког периода, дехкани су одиграли значајну улогу јер су се Селџуци обратили дехканској аристократији како би владали њиховим царством. Савез између дехкана и Селџука је заправо изазвао огорчење међу туркменским племена након 1055. године када је Тогрил Бег преузео Багдад. Због везивања дихкана за иранску културу, термин дехкан је постао синоним за "персијску племићку крв" за разлику од Арапа, Турака и Рума. Према неким изворима, укључујући и Незами 'Арузи-а, ирански национални песник Фирдуси је такође био дехканског порекла. Још један песник који о њему говори коа о дехкану је Катран Табризи који је такође био добро упућен у древни Иран. Његова поезија је пуна референци о древним иранским личностима и њиховим улогама.

## Савремена употреба
Сариколи реч (дејкун) означава пољопривредника било које врсте, нарочито за оне који живе од пољопривреде. Типичан Сариколи деикун је самодовољан, али релативно сиромашан.